# Сертинка
Сертинка — упразднённая в 2024 году деревня  в Тяжинском районе Кемеровской области России.  Входила на год упразднения в состав Новопокровской сельской территории  Тяжинского административного района в рамках административно-территориального устройства и в состав Тяжинского муниципального округа в рамках организации местного самоуправления.

## География
Центральная часть урочища расположена на высоте 257 метров над уровнем моря.

## История
Входила в 2004-2019 годах в состав  Новопокровского сельского поселения Тяжинского муниципального района.
В 2019—2024 годах в составе Тяжинского муниципального округа
Исключена из учётных данных в 2024 году.

## Население
| 1970 | 1979 | 1989 | 2002 | 2010 | 2021 |
| ---- | ---- | ---- | ---- | ---- | ---- |
| 89   | ↘65  | ↘32  | ↘8   | ↘0   | →0   |